# Tiziu
O tiziu (nome científico: Volatinia jacarina) é uma ave neotropical da família thraupidae que ocorre do sul do México até o Argentina/Brasil. Observada em todas as regiões do Brasil, sendo muito comum em áreas de vegetação antropomorfizada.

## Etimologia
O nome genérico, Volatinia, vem do latim volatus, que significa "voo" ou "voar". O epíteto específico jacarina vem do tupi antigo îakarinĩ. O nome popular tiziu é de origem onomatopaica.

## Descrição
Sexualmente dimórfica, quando filhote, o macho possui uma cor parda, e a plumagem de machos apresenta padrão de Azul Rei (raro entre as aves), onde machos tornam-se conspícuos durante a estação reprodutiva apresentando plumagem de coloração preto-azulada com manchas subaxilares brancas, após o período reprodutivo machos apresentam plumagem críptica, semelhante a das fêmeas de coloração parda.[carece de fontes?]

## Comportamento
Durante os meses de novembro a abril, bandos de Tiziu migram para o planalto central brasileiro. A chegada destes é seguida pela exibição de displays sexuais e demarcação de pequenos territórios de 13,0 a 72,5 m².

## Reprodução
Sua estação reprodutiva no cerrado coincide com a estação chuvosa, de novembro a março  onde a disponibilidade de recursos é maior, principalmente insetos, fonte essencial de proteínas para o crescimento dos filhotes, e sementes de gramíneas, principal fonte de alimento dos adultos. Ao final da estação reprodutiva, a maioria dos indivíduos se retira da região, retornando apenas na próxima estação reprodutiva. Entretanto, no Pará, por exemplo, a reprodução pode durar o ano todo.
Apresentam um sistema reprodutivo de monogamia social, com elevada frequência de FEP. Ambos os sexos participam da construção do ninho e aprovisionam a prole .  A escolha de local para nidificação é relacionada à complexidade do micro-habitat. Em geral, ninhos são espacialmente agregados, o que leva a um aumento local da predação, fator este considerado o principal responsável por fracassos na reprodução da espécie. Em um experimento com o Tiziu foi observado que a limitação de alimentos em campo provoca modificações na frequência de disputa por territórios, frequência de visitações por fêmeas, número de filhotes gerados em cada ninhada, taxa de crescimento dos filhotes, bem como modificações na taxa de predação.